# 로마스데사모라

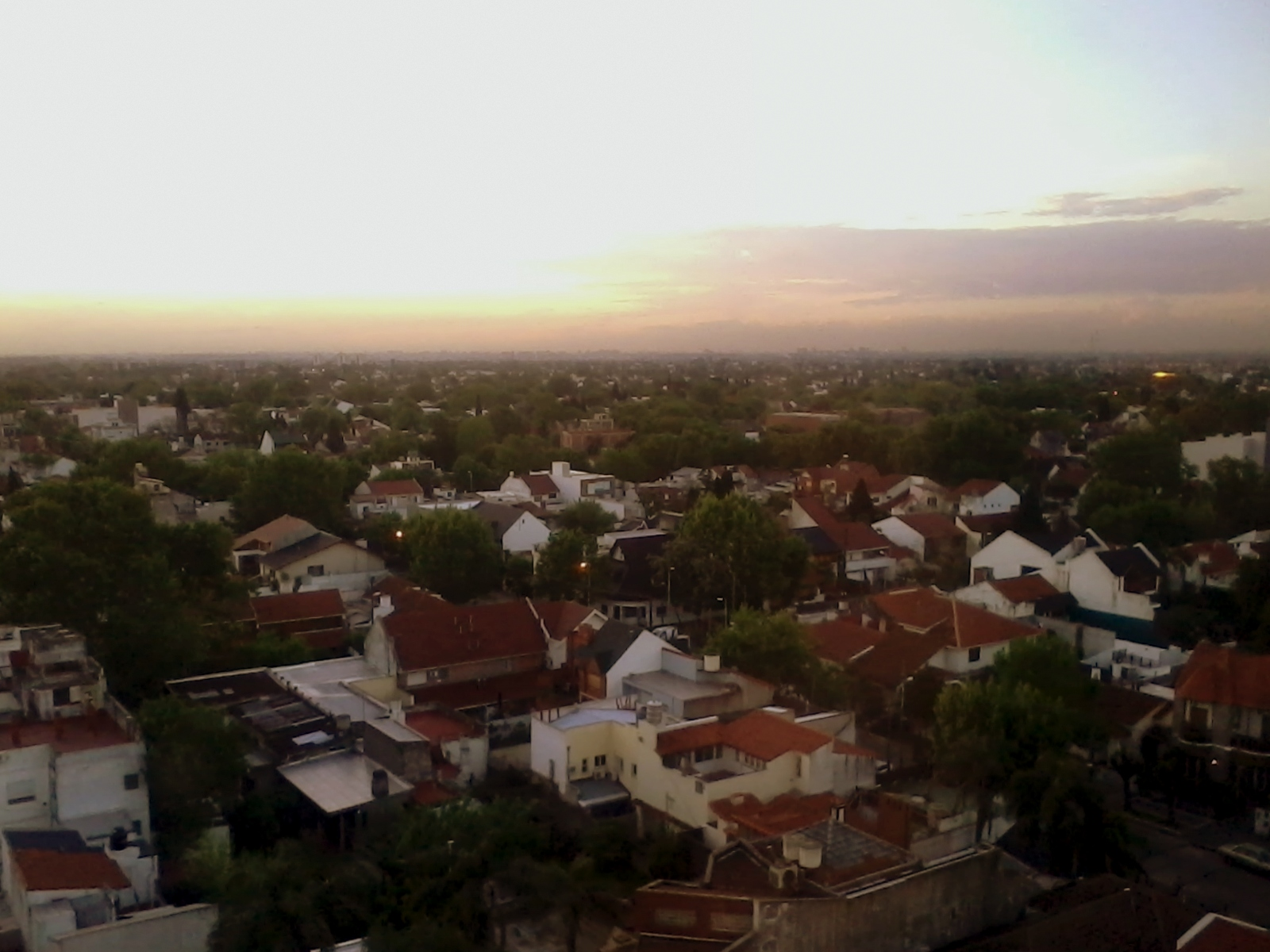
로마스데사모라 시가지

로마스데사모라(스페인어: Lomas de Zamora)는 아르헨티나 부에노스아이레스주에 위치한 도시로 높이는 20m, 인구는 111,897명(2001년 기준)이다. 도시가 설립된 시기는 1864년이다. 그란 부에노스아이레스 도시권을 형성하는 도시 가운데 한 곳이다.